# Portada/article abril 20
El MNAC és un consorci amb personalitat jurídica pròpia constituït per la Generalitat de Catalunya, l'Ajuntament de Barcelona i l'Administració General de l'Estat. Al patronat del museu hi estan representades, a més de les administracions públiques, els particulars i les entitats privades que hi col·laboren.

## Museu Nacional d'Art de Catalunya
El Museu Nacional d'Art de Catalunya (MNAC) és un museu d'art a la ciutat de Barcelona que agrupa totes les arts amb la missió de conservar i exhibir la col·lecció d'art català més important del món, mostrant-lo en la seva totalitat, des del romànic fins al segle xx.
El MNAC és un consorci amb personalitat jurídica pròpia constituït per la Generalitat de Catalunya, l'Ajuntament de Barcelona i l'Administració General de l'Estat. Al patronat del museu hi estan representades, a més de les administracions públiques, els particulars i les entitats privades que hi col·laboren.
La seu principal és al Palau Nacional de Montjuïc, inaugurat el 1929 amb motiu de l'Exposició Internacional de Barcelona. També formen part del conjunt del museu tres institucions més: la Biblioteca Museu Víctor Balaguer de Vilanova i la Geltrú, el Museu de la Garrotxa a Olot i el museu Cau Ferrat de Sitges, la gestió dels quals és independent i la seva titularitat recau en els respectius ajuntaments.